# Świdry-Awissa
Świdry-Awissa – wieś w Polsce, położona w województwie podlaskim, w powiecie grajewskim, w gminie Szczuczyn.
| SIMC    | Nazwa     | Rodzaj     |
| ------- | --------- | ---------- |
| 0407061 | Miętusewo | przysiółek |

W latach 1975–1998 wieś administracyjnie należała do województwa łomżyńskiego.
Prywatna wieś szlachecka Świdry a Wissa położona była w drugiej połowie XVI wieku w powiecie wąsoskim ziemi wiskiej województwa mazowieckiego. 
9 czerwca 1944 żandarmeria niemiecka spacyfikowała wieś. Zamordowano 10 osób (ustalono tożsamość 7 ofiar).
Wierni kościoła rzymskokatolickiego należą do parafii Przemienienia Pańskiego w Wąsoszu.